# Монтесейрин, Факундо
Факундо Даниэль Монтесейрин (исп. Facundo Daniel Monteseirín; родился 12 марта 1995 года в Сутрал Ко, Аргентина) — аргентинский футболист, защитник клуба «Нуэва Чикаго».

## Клубная карьера
Монтесейрин — воспитанник клуба «Ланус». 8 сентября 2013 года в матче против «Расинга» из Авельянеды он дебютировал в аргентинской Примере. В том же году Факундо завоевал Южноамериканский кубок. 17 апреля 2014 года в матче Кубка Либертадорес против мексиканского «Сантос Лагуна» Монтесейрин забил свой первый гол за «Ланус». Летом 2017 года Монтесейрин на правах аренды перешёл в «Арсенал» из Саранди. 29 августа в матче против «Эстудиантеса» он дебютировал за новую команду. 28 октября в поединке против «Архентинос Хуниорс» Факундо забил свой первый гол за "Арсена"л. Летом Монтесейрин вернулся в «Ланус».

## Международная карьера
В начале 2015 года Монтесейрин в составе молодёжной сборной Аргентины выиграл молодёжный чемпионат Южной Америки в Уругвае. На турнире он сыграл в матчах против команд Уругвая, Колумбии, Эквадора, а также дважды Перу и Парагвая. В поединке против эквадорцев Факундо забил гол.
В 2015 году в составе молодёжной сборной Аргентины Монтесейрин принял участие в молодёжном чемпионате мира в Новой Зеландии. На турнире он сыграл в матчах против команд Панамы, Австрии и Ганы.

## Достижения
Командные
 «Ланус»
- Обладатель Южноамериканского кубка — 2013

Международные
 Аргентина (до 20)
- Чемпионат Южной Америки по футболу среди молодёжных команд — 2015